# لواء (رتبة عسكرية)
رتبة لواء هي رتبة عسكرية في الكثير من البلدان معظم جيوش بلدان الكومنولث وعدد من الدول العربية واليابان وألمانيا والولايات المتحدة وفرنسا وغيرها من البلدان تسبقها رتبة عميد ويليها رتبة فريق ويرمز لها عادة بسيفين متقاطعين وبهما عادة رمز الدولة.

## الرتبة حسب البلد

### أستراليا
تكافئ رتبة اللواء في الجيش الأسترالي (يُرمز إليها: MAJGEN) تلك الموجودة في القوات المسلحة البريطانية. ويظهر الشعار بشكل سيف وعصا مرشال متقاطعتان مع بعضهما البعض.

### الأردن
يظهر شعار الرتبة بشكل سيفين متقاطعين ونجمة سباعية وياقتين حمراوتين على القبة (سنبلتين).

### الإمارات العربية المتحدة
يظهر شعار الرتبة بشكل الصقر بالإضافة إلى سيفين متقاطعين.

### البرازيل
تعد رتبة اللواء (بالبرتغالية: General de Brigada) أخفض رتبة للضباط في الجيش البرازيلي، ويرتدي من يحملها نجمتان على الزي العسكري.

### السعودية
يظهر شعار الرتبة بشكل سيفين وتاج ومكانها فوق الكتفين الأيمن والأيسر

### الجمهورية العربية السورية
يظهر شعار الرتبة بشكل العقاب الذهبي وهو الشعار الوطني لسوريا. بالإضافة إلى سيفين متقاطعين

### مصر
يظهر شعار الرتبة بشكل شعار الدولة وهو العقاب الذهبي مع سيفين متقاطعين.

### اليمن
في الجمهورية اليمنية تعتبر رتبة لواء ثاني أعلى الرتب العسكرية في الجيش، حيث لا يوجد أعلى من اللواء إلا فريق ومن ثم فريق أول والمشير وبحسب القانون يجب أن يكون الفريق أول نائباً لرئيس الجمهورية والمشير رئيساً للجمهورية.

### العراق
تتميز رتبة اللواء في القوات المسلحة العراقية بالنسبة لصنف القوات البرية بوجود شعار جمهورية العراق وهو (طائر العُقاب)، بالإضافة إلى سيفين متقاطعين وخط احمر يكون بجانب السيفين بشكل عرضي على الكتافيّة إذا كان حامل الرتبة متخرجاً من كلية الأركان، ويكون لون الكتافية خاكي.
وبالنسبة لصنفي القوات الجوية والبحرية فهي نفس رتبة القوات البرية مع إضافة شعار جناحي النسر العربي بجانب السيفين لصنف القوات الجوية، ويكون لون الكتافيّة ازرق غامق لصنف القوات الجوية، واسود لصنف القوات البحرية.

### إيران
تأتي رتبة اللواء (بالفارسية: سرلشکر) في الترتيب العاشر ضمن سلسلة مراتب القوات المسلحة الإيرانية، وتتميز بنجمتين خماسيتين، وشعار متكون من سيفين وسنبلتين يتوسطهما شعار جمهورية إيران الإسلامية وهو عبارة عن لفظ الجلالة «الله» مكتوب بالخط العربي الفارسي المزخرف.

## معرض الصور

القوات البرية السعودية
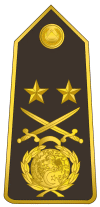
ملف:Major_General_rank_(Algeria).gifالجيش الوطني الشعبي الجزائري
ملف:Yemen-Army-OF-7.svgالقوات المسلحة اليمنية
ملف:Afgn-Army-Turan_Jenral(MGen).svgالجيش الأفغاني الوطني
ملف:Australian_Army_OF-7.svgالجيش الأسترالي
ملف:لواء.jpgالقوات المسلحة الأردنية
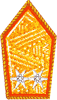
ملف:Genmjr_aut_rockkragen.gifالجيش النمساوي
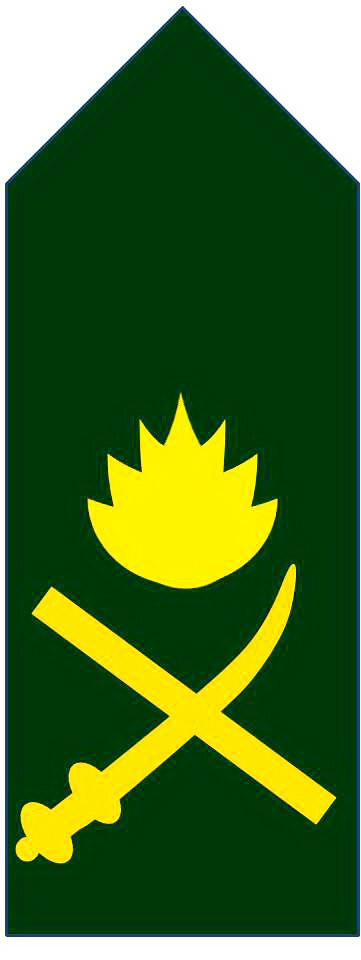
ملف:08.maj_gen_Bd.jpgالجيش البنغلاديشي
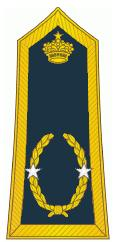
ملف:Général_de_brigade_-_Armée_marocaine.JPGالقوات المسلحة المغربية
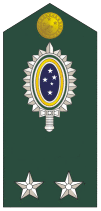
ملف:Brasil-Insígnia_de_General_de_Brigada-V.gifالجيش البرازيلي
ملف:CDN-Army-MGen-Shoulder.svgالجيش الكندي
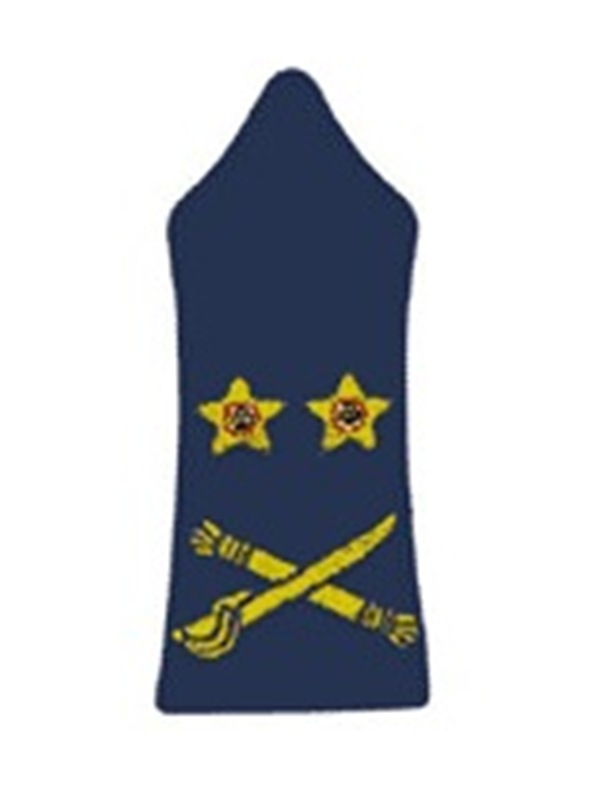
ملف:Lebanese-army-insignia-Major-General.jpgالقوات المسلحة اللبنانية
ملف:Rank_insignia_of_mayor_general_of_the_Colombian_Army.svgالجيش الوطني الكولومبي
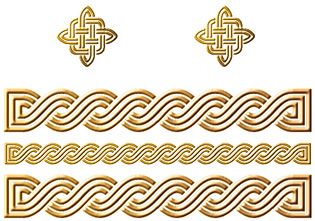
ملف:General_bojnik.jpgالجيش الكرواتي
ملف:CzArmy_2011_OF7-Generalmajor_shoulder.svgالجيش التشيكي
ملف:EgyptianArmyInsignia-MajorGeneral.svgالقوات البرية المصرية
ملف:Kenraalimajuri_kauluslaatta.svgالجيش الفنلندي
ملف:Georgia-Army-OF-7.svgالجيش الجورجي
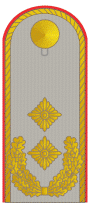
ملف:DH321-Generalmajor.pngالجيش الألماني
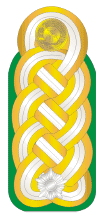
ملف:GDR_Border_Troops_OF6_Generalmajor.gifجيش ألمانيا الشرقية
ملف:IrqMrank4.svgالقوات المسلحة العراقية
ملف:Army-GRE-OF-07.svgالجيش اليوناني
ملف:Guyana_Defence_Force_(GDF)_Major_General_rank_insignia.svgقوة دفاع غيانا
ملف:Major_General_of_the_Indian_Army.svgالجيش الهندي
ملف:20-TNI_Army-MG.svgالجيش الإندونيسي
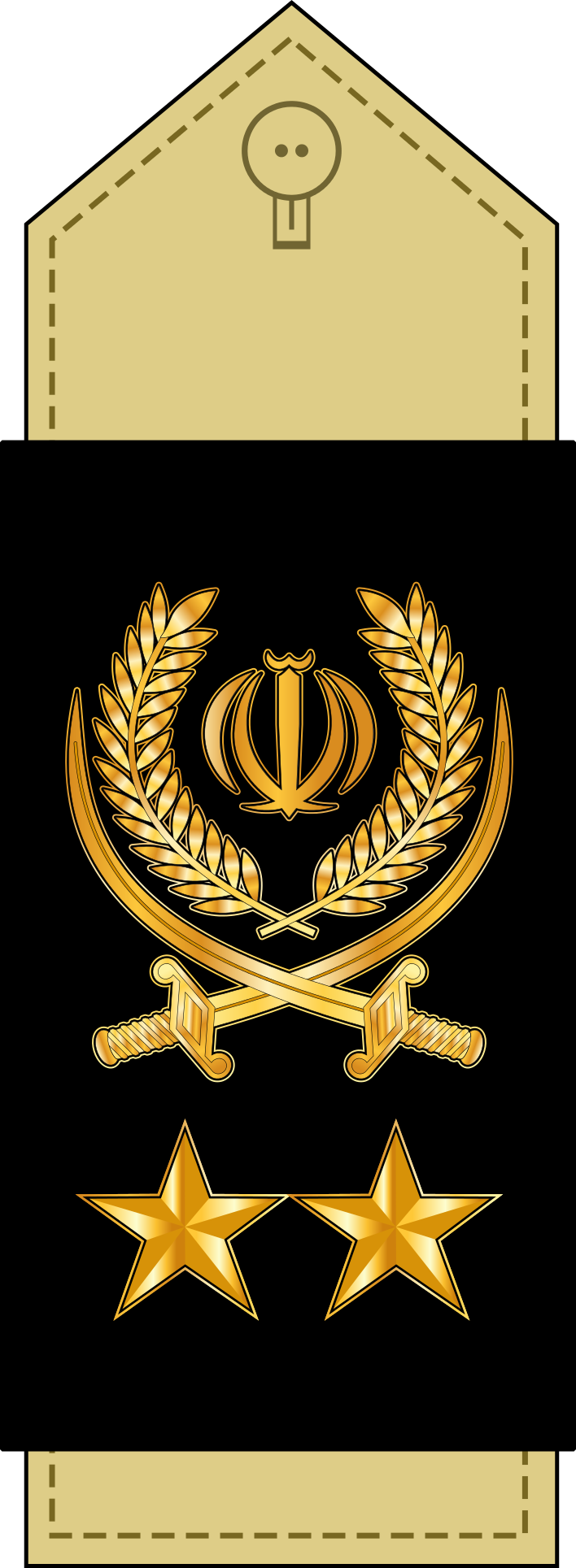
ملف:Sarlashgar.pngالجيش الإيراني
ملف:IT-Army-OF7.svgالجيش الإيطالي
ملف:JGSDF_Major_General_insignia_(b).svgقوة الدفاع عن النفس البرية اليابانية
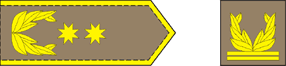
ملف:General_major-arm.pngجيش جمهورية مقدونيا
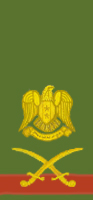
ملف:Syria-Liwa.jpgالقوات المسلحة السورية
ملف:Army-NOR-OF-07.svgالجيش الملكي النرويجي
ملف:Nl-landmacht-generaal_majoor.svgالقوات البرية الهولندية
ملف:OF-7_Pakistan_Army.svgالجيش الباكستاني
ملف:PHIL_ARMY_MGEN_WOODLAND.svgالجيش الفلبيني
ملف:Army-POL-OF-07.svgالقوات البرية البولندية
ملف:20_-_Major-general.svgالجيش البرتغالي
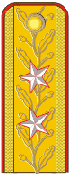
ملف:RO-Army-OF7.pngالجيش الروماني
ملف:16-Serbian_Army-MG.svgالقوات البرية الصربية
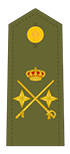
ملف:4ej.pngالجيش الملكي الإسباني
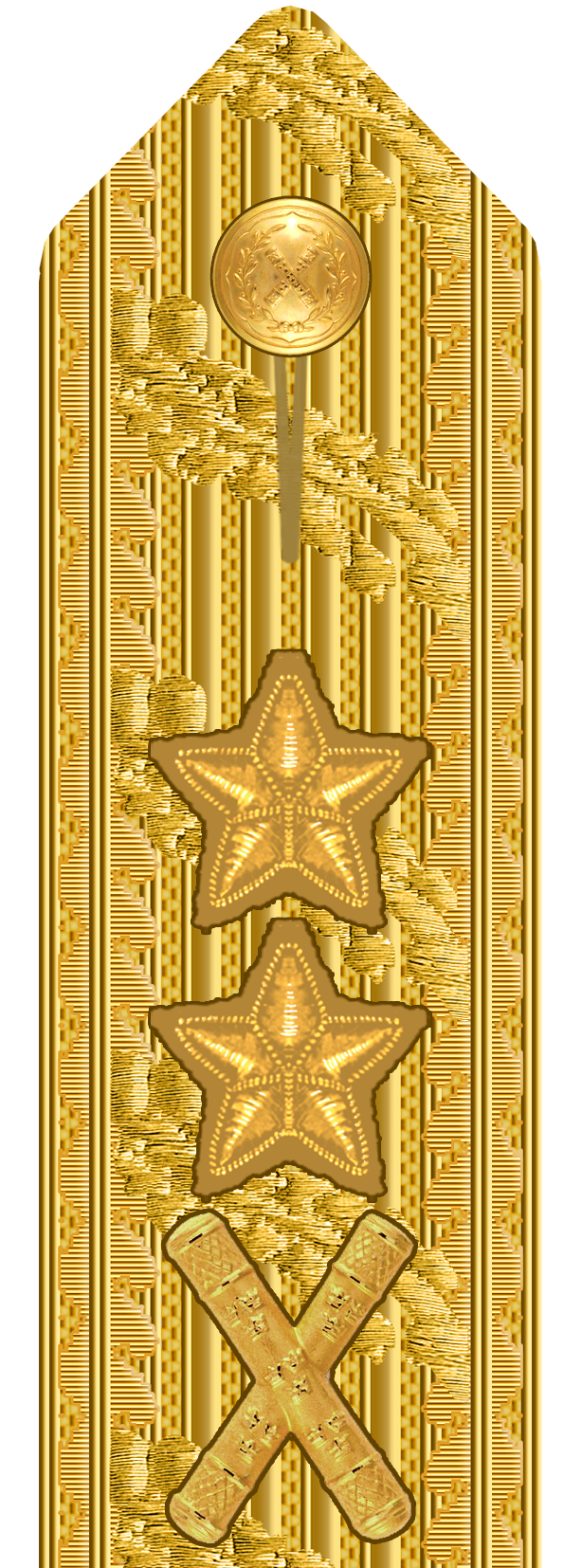
ملف:OF-7_Generalmajor_M87.pngالجيش السويدي
ملف:CHE_OF7_Div.svgالقوات المسلحة السويسرية
ملف:RTA_OF-7_(Major_General).svgالجيش الملكي التايلاندي
ملف:Turkey-army-OF-7.svgالقوات البرية التركية
ملف:British_Army_OF-7.svgالجيش البريطاني
ملف:Army-USA-OF-07.svgالقوات البرية الأمريكية
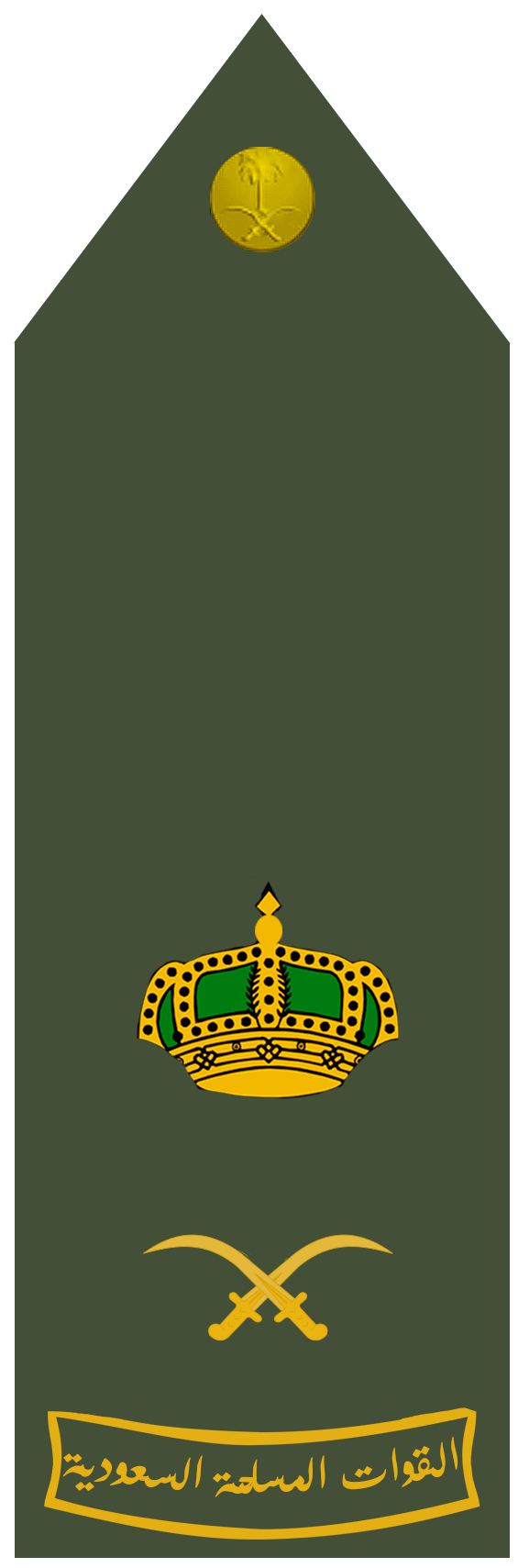
ملف:LIWA_(RSLF).pngالقوات المسلحة السعودية
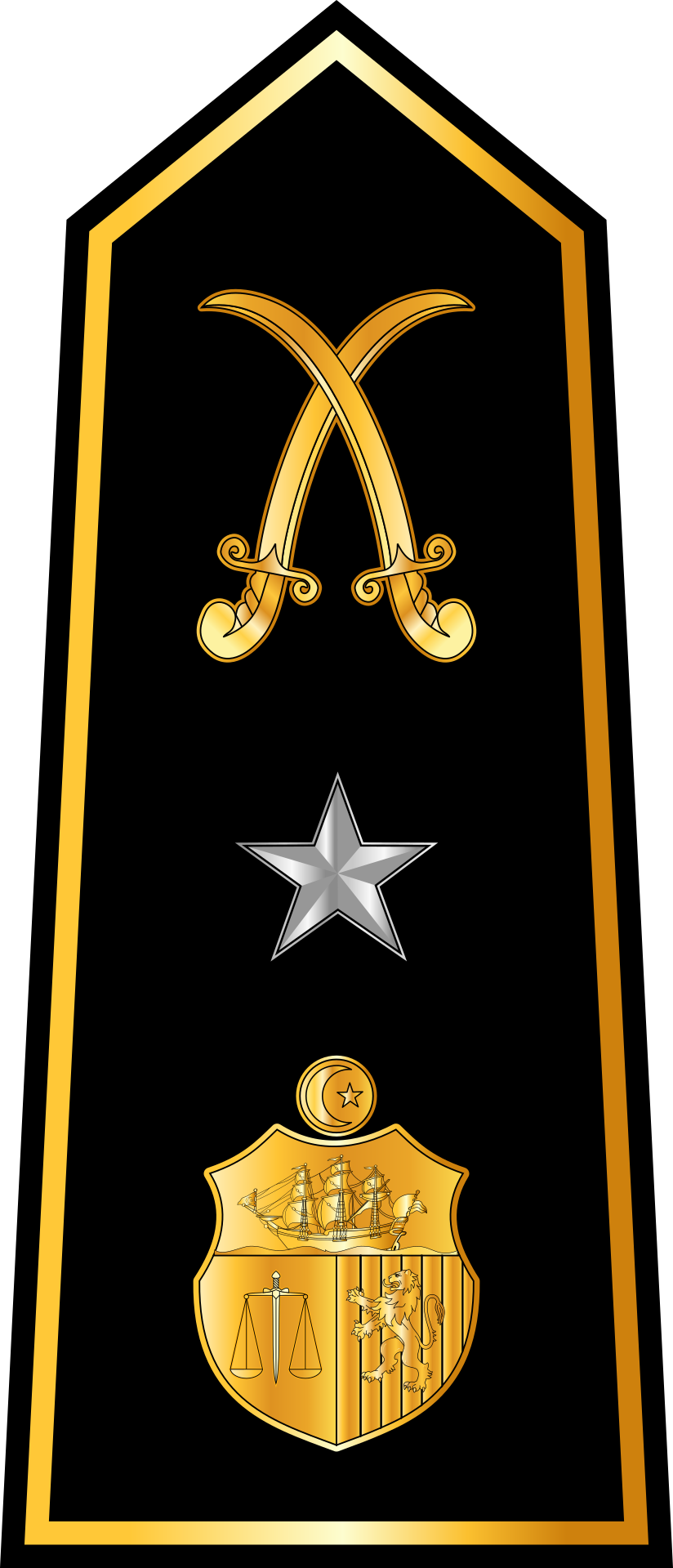
ملف:Grade_Terre_tunisienne_O8.pngالقوات البرية التونسية
ملف:15-Somali_Army-MG.svg القوات المسلحة الصومالية